# Spyro: Year of the Dragon
Spyro: Year of the Dragon (ang. Spyro: Year of the Dragon) – trzecia część gry platformowej wydanej przez Insomniac Games o przygodach smoka Spyro oraz jego przyjaciół, m.in. Sparxa i Huntera. Gra została wydana w wersji amerykańskiej 11 października 2000 roku oraz europejskiej 25 października. Obie wersje nieznacznie się różniły. W grze ukryte jest również demo gry Crash Bash.
Spyro rusza w poszukiwaniu ukradzionych jaj oraz zbiera diamenty.

## Poziomy
Poziomy dzielą się na zwykłe, latane oraz specjalne. Jest również poziom z bossem. W zwykłych poziomach gracz porusza się Spyrem i wykonuje misje. W każdym takim poziomie jest 6 jajek. Poziomy latane polegają na zaliczeniu wszystkich punktów (może to być na przykład przelot przez bramę lub zniszczenie czegoś), wygraniu wyścigu oraz wykonaniu misji Huntera. Hunter jest ukryty gdzieś na mapie, czasem trudno go znaleźć. W poziomach tych są 3 jajka. W poziomach specjalnych gracz nie porusza się Spyrem, lecz uwolnionym przyjacielem. Gracz znajdzie na tych poziomach 3 jajka. Poziom z bossem nie kryje diamentów i ma jedno jajko.

## Różnice pomiędzy wersją europejską i amerykańską
- W wersji europejskiej jest możliwość wyboru języka (angielski, polski, francuski, niemiecki, włoski i hiszpański).
- W wersji amerykańskiej, po pojawieniu się Bianki, jest możliwość odczytania jej tekstu po naciśnięciu krzyżyka, w wersji europejskiej, po naciśnięciu – Bianca znika.
- W wersji europejskiej, by przeczytać wiadomość z tabliczki należy wcisnąć trójkąt, w amerykańskiej wystarczy podejść.

## Zabezpieczenia przed piractwem
Załoga Insomniac Games stworzyła najlepsze zabezpieczenia jak na tamte czasy. Uniemożliwiały one ukończenie gry w 100% i na bieżąco informowały gracza o pirackiej wersji. Ponadto efekty zabezpieczeń za każdym razem objawiały się inaczej. Złamane zostały dopiero w 2010 roku.